# Paragoniastrea
Paragoniastrea is een geslacht van neteldieren uit de klasse van de Anthozoa (bloemdieren).

## Soorten
- Paragoniastrea australensis (Milne Edwards, 1857)
- Paragoniastrea deformis (Veron, 1990)
- Paragoniastrea russelli (Wells, 1954)